# Nothotalisia cancellata
Nothotalisia cancellata är en tvåhjärtbladig växtart som beskrevs av Wm. Thomas. Nothotalisia cancellata ingår i släktet Nothotalisia och familjen Picramniaceae. Inga underarter finns listade.